# Дружинин, Станислав Владимирович
Дружинин Станислав Владимирович (родился 27 января 1987 в г. Кременчуг, Полтавская область, Украинская ССР, вырос в Москве) – общественный и политический деятель, предприниматель, продюсер.

## Образование
В 2008 году окончил факультет экономических и социальных наук Академии народного хозяйства при Правительстве Российской Федерации по специальности экономист.
В 2011 году окончил с отличием Российскую академию государственной службы при Президенте Российской Федерации по специальности «Политолог. Преподаватель политических наук».
В 2013 году окончил юридический факультет Юго-Западного государственного университета по специальности юрист.

## Биография
Родители работали на железной дороге: отец в должности заместителя начальника депо по пассажирским перевозкам, мать в должности бухгалтера. 
Поступил в Академию народного хозяйства при Правительстве Российской Федерации на факультет экономических и социальных наук.
В 2007 году через центр занятости в вузе был принят на работу в структуры Управления делами Президента Российской Федерации. Параллельно учился и в 2011 году окончил Российскую академию государственной службы при Президенте Российской Федерации по специальности «Политолог. Преподаватель политических наук», а затем юридический факультет Юго-Западного государственного университета.
В 2013 году поступил на работу в Федеральную антимонопольную службу. Занимался расследованием дел о нарушении антимонопольного законодательства органами государственной власти, вопросами защиты предпринимательства и нормативно-правового развития конкуренции в России. 
В 2016 году назначен заместителем директора ФГАУ «Учебно-методический центр» ФАС России — директором филиала в г. Москве, а также стал главным редактором журнала «Конкуренция сегодня».
В 2018 году начал работу в Федерации регби России, а в 2019 году избран председателем правления Федерации регби России. Занял пост Председателя комиссии Олимпийского комитета России по реализации проектов «Олимпийский канал» и «Олимпийский музей».
В 2020 году вошел в «Топ-100 профессионалов спортивной индустрии» по версии компании Strategium Conference, коммуникационно-образовательная платформы «Спорт как бизнес» и исследовательской компании Wanta Group. В 2021 году на внеочередной отчетно-выборной конференции Российской федерации прыжков в воду единогласно избран Президентом организации.
В прошлом член совета директоров «Акрон Холдинг», продюсер ряда кинофильмов о российском спорте.
На сегодняшний день занимается политической и общественной деятельностью в качестве советника заместителя председателя Государственной Думы В.А. Даванкова. Руководит штабом политической партии «Новые люди» по гуманитарной помощи жителям приграничных регионов. Возглавляет штабы избирательных кампаний.
С 2024 года избран вице-президентом Федерации водных видов спорта России (ФВВСР) в связи с реформой объединения спортивных федераций.

## Карьера
2007—2010 гг. — Сотрудник Управления делами Президента Российской Федерации
2010—2012 гг. — Помощник ректора, советник при ректорате ФГБОУ «Юго-Западный государственный университет».
2012—2013 гг. — Помощник Генерального директора ОАО ХК «Главмосстрой» по взаимодействию с органами государственной власти, начальник управления закупок и логистики ПСК «Трансстрой».
2013—2016 гг. — Сотрудник Управления контроля органов власти и Контрольно-финансового управления Федеральной антимонопольной службы.
2016—2018 гг. — Заместитель директора ФГАУ «Учебно-методический центр» ФАС России — директор филиала, г. Москва, главный редактор журнала «Конкуренция сегодня».
2018—2019 гг. — Член Правления, Директор по организационной работе Федерации регби России.
2018—2021 гг. — советник руководителя Федеральной антимонопольной службы.
2019—2021 гг. — Председатель Правления Федерации регби России — Генеральный директор.
Сентябрь 2021 — Декабрь 2021 гг. — Председатель Исполкома — исполнительный директор Российской федерации прыжков в воду.
Сентябрь 2021 — н.в. — Председатель комиссии Олимпийского комитета России по реализации проектов «Олимпийский канал» и «Олимпийский музей».
Декабрь 2021 — 2024 — Президент Российской федерации прыжков в воду.
2024 — н.в. — Вице-президент Федерации водных видов спорта России (ФВВСР) в связи с реформой объединения спортивных федераций 
В июле 2025 года Дружинин назначен Первым заместителем руководителя центрального исполнительного комитета политической партии «Новые люди».

## Общественная деятельность
Член рабочей группы Совета по развитию физической культуры и спорта при Президенте Российской Федерации.
Член Экспертного совета при Комитете Государственной Думы ФС РФ по физической культуре и спорту.
Председатель «Союза дружбы и взаимопомощи Евразийских стран по прыжкам в воду».
Вице-президент Всероссийской ассоциации пляжных видов спорта.
Заместитель Председателя Комитета Торгово-Промышленной палаты России по предпринимательству в спорте.
Заместитель Председателя Совета Торгово-промышленной палаты Российской Федерации по развитию экономики замкнутого цикла и экологии.
Член контрольно-ревизионной комиссии Олимпийского комитета РФ.
Член Общественного совета при Министерстве экономического развития Российской Федерации, с июля 2024.
Член наблюдательного совета Федерального государственного автономного учреждения «Федеральная дирекция организации и проведения спортивных и физкультурных мероприятий», с августа 2024.
Член рабочей группы по совершенствованию законодательства Российской Федерации в области физической культуры и спорта Совета при Президенте Российской Федерации по развитию физической культуры и спорта, с октября 2024.
Основатель проекта «Новая промышленность», целью которого является формирование положительного имиджа рабочих профессий среди молодежи, а также создание коммуникации между учебными заведениями и производствами, с лета 2024 г.
В 2025 году Станислав Дружинин стал советником руководителя Росмолодежи на общественных началах.

## Политическая деятельность
Член политической партии "Новые люди".
В 2022 году стал советником заместителя Председателя Государственной Думы Федерального Собрания Российской Федерации В.А. Даванкова.
В 2023 года возглавил общественный штаб кандидата в мэры Москвы от партии «Новые люди» В.А. Даванкова.
В декабре 2023 года стал сопредседателем штаба общественной поддержки и доверенным лицом кандидата в президенты Российской Федерации В.А. Даванкова.
Летом 2024 года зарегистрирован от партии «Новые люди» кандидатом в депутаты Московской городской Думы VIII созыва от избирательного округа №16.
В 2024 году возглавил координационный штаб партии "Новые люди" по гуманитарной помощи жителям приграничных регионов.

## Фильмография
В 2020-2021 годах вместе с Владимиром Сычевым и Евгением Черных спродюсировал художественный фильм в жанре спортивной драмы «Начать сначала». После успешного проката кинофильма выступил продюсером в другом спортивном проекте, посвященном прыжкам в воду – «В потоке трех стихий». В 2023 году стал соучредителем кинокомпании «Друзья», также заключил соглашение с компанией Monumental Vision.
- «Начать сначала» (2022), продюсер.
- «В потоке трех стихий» (2023), продюсер.
- «Тур с Иванушками» (2024), продюсер.
- «Новогоднее письмо» (2024), продюсер.

## Личная жизнь
Женат, воспитывает троих детей. 

## Награды
Благодарность и Почетная грамота ФАС России за заслуги в обеспечении свободы конкуренции и эффективной защиты предпринимательства.
Благодарность и Почетная грамота Министерства спорта Российской Федерации.
Медаль, посвященная 100-летию образования государственного органа управления в сфере физической культуры и спорта.
Благодарности руководителей субъектов Федерации.
Медаль «За Усердие и Заслуги» Духовного Управления Мусульман г. Москвы.

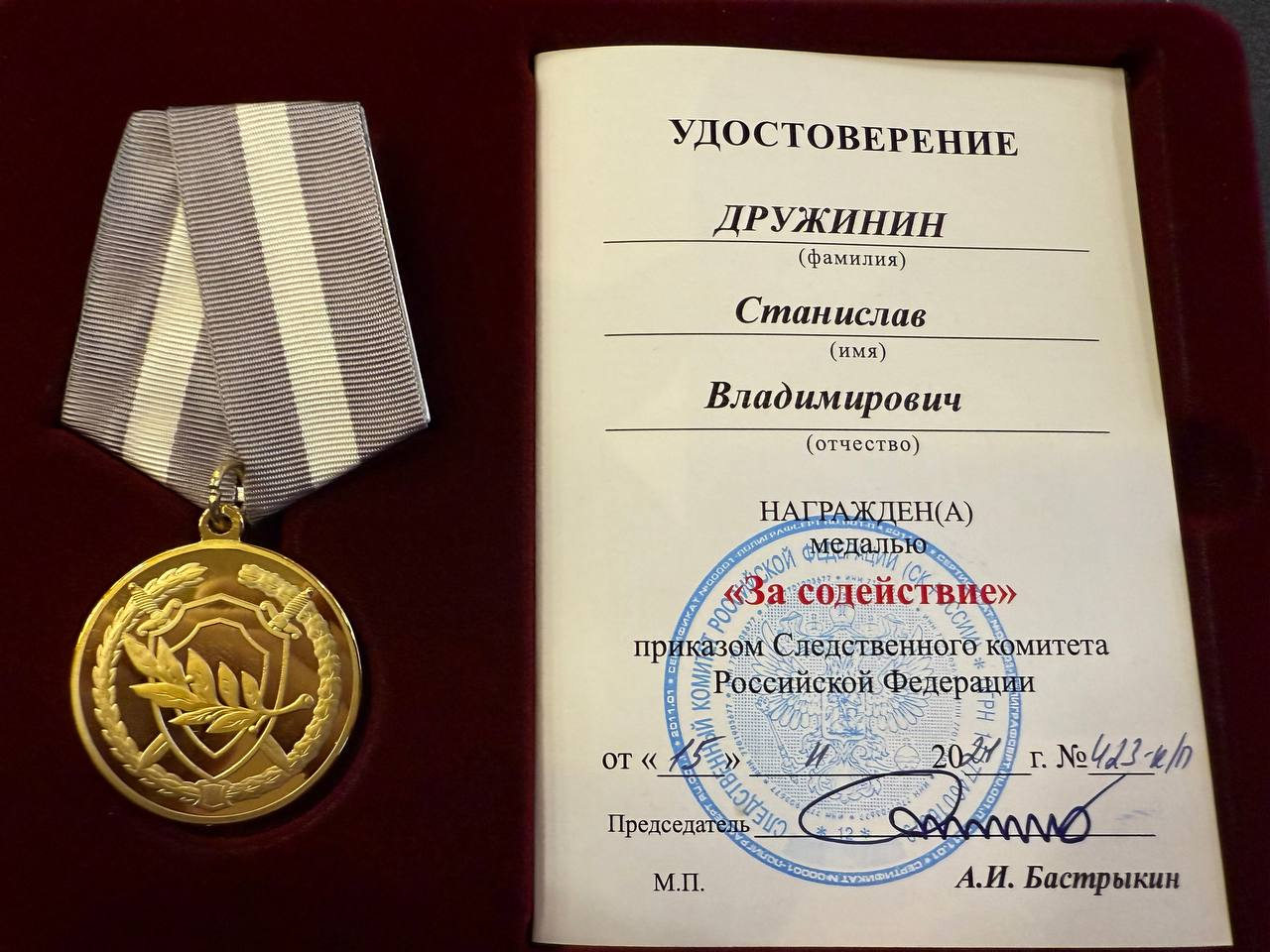
Медаль Следственного комитета РФ «За содействие», присуждённая Станиславу Дружинину

Медаль «За содействие» Следственного комитета Российской Федерации.
Памятная медаль и благодарность Губернатора Курской области за организацию поставок гуманитарной помощи и решение гуманитарных задач
В апреле 2025 года был награждён Всероссийским физкультурно-спортивным Обществом «Динамо»  званием «Почетный Динамовец».